# Boucardicus esetrae
Boucardicus esetrae és una espècie de caragol terrestre pertanyent a la família Cyclophoridae.
Viu als boscos tropicals i subtropicals secs entre 300 i 860 m. d'altitud
Es troba a Madagascar.
Pateix la pèrdua del seu hàbitat natural.